# Mount Harlan AVA
Mt. Harlan AVA ist ein seit dem 15. November 1990 anerkanntes Weinbaugebiet im US-Bundesstaat Kalifornien und Teil der überregionalen Central Coast AVA.

## Lage
Die Rebflächen verteilen sich dabei auf den Verwaltungsbezirk San Benito County und liegen innerhalb der Gabilan Mountains in unmittelbarer Nähe zum Pinnacles-Nationalpark. Die Rebflächen liegen auf einer Höhe von 550 bis 670 m ü. NN auf einem Untergrund aus Kalkstein. Die Anerkennung der Herkunftsbezeichnung durch das Bureau of Alcohol, Tobacco, Firearms and Explosives beruht auf einer Petition von Josh Jensen von der Calera Wine Company, dem einzigen Weingut der Region. Jensen gründete sein Unternehmen dort, wo die Anbaubedingungen fast identisch zu denen im Burgund sind. Dies schließt auch die Bodenbeschaffung ein.